# Kazanci
Kazanci är ett samhälle i Bosnien och Hercegovina.   Det ligger i entiteten Republika Srpska, i den sydöstra delen av landet, 90 km söder om huvudstaden Sarajevo. Kazanci ligger 972 meter över havet och antalet invånare är 131.
Terrängen runt Kazanci är huvudsakligen lite bergig. Kazanci ligger nere i en dal. Runt Kazanci är det ganska glesbefolkat, med 48 invånare per kvadratkilometer.. Närmaste större samhälle är Gacko, 14,8 km nordväst om Kazanci. 
Omgivningarna runt Kazanci är en mosaik av jordbruksmark och naturlig växtlighet.